# 阿登·弗林特
阿登·弗林特（英語：Aden Flint；1989年7月11日—）是一位英格蘭足球運動員。在場上的位置是後衛。曾效力於布里斯托城、米德尔斯堡等球會。他也代表英格蘭C隊參賽。

## 外部連結
- 足球数据库：阿登·弗林特的球员统计数据
- Profile at the official Swindon Town website